# Музей оккупации и борьбы за свободу

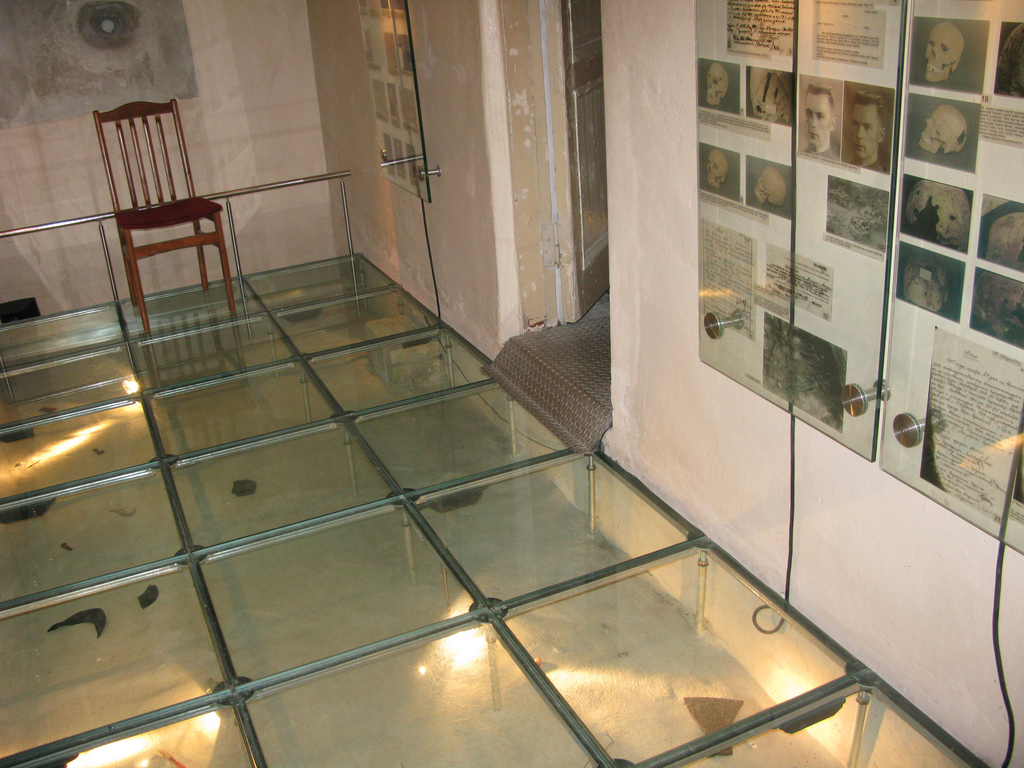
Комната казни, где убивали заключенных, а затем хоронили в братских могилах за пределами Вильнюса. Объекты, найденные в этих братских могилах, теперь выставлены в стеклянных витринах, расположенных на полу комнаты.

Музей оккупации и борьбы за свободу (лит. Okupacijų ir laisvės kovų muziejus), ранее — Музей жертв геноцида (лит. Genocido aukų muziejus) в Вильнюсе (Литва) был основан в 1992 году приказом министра культуры и образования и президента Литовского союза политических заключенных и депортированных. В 1997 году он был передан в ведение Центра исследования геноцида и сопротивления Литвы. Музей расположен в здании бывшего здания КГБ напротив Лукишкской площади; поэтому его неофициально называют музеем КГБ.
Работа музея в основном связана со сбором и экспонированием документов, касающихся оккупации Литвы Советским Союзом, антисоветских литовских партизан и жертв арестов, депортаций и казней, имевших место в этот период. До 2018 года музей назывался Музеем жертв геноцида. Хотя эти события считает геноцидом лишь часть историков, лишь небольшая часть пространства посвящена Холокосту в Литве, событию, которое в остальном мире считается геноцидом.

## История здания

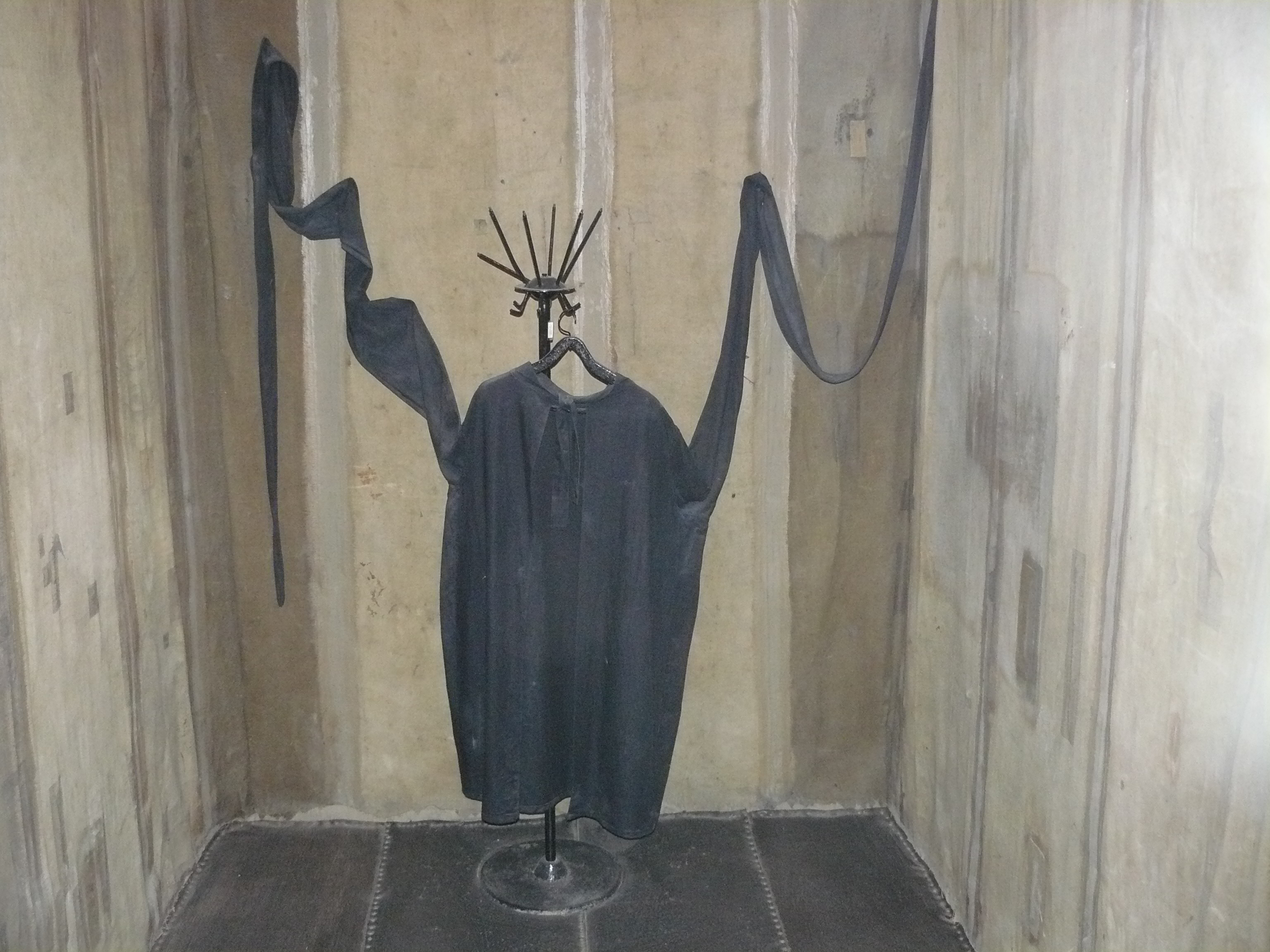
Камера с мягкими стенами и смирительной рубашкой для изоляции заключенных, признанных психически нестабильными.

В XIX веке территории современной Литвы входили в состав Российской империи. В здании, построенном в 1890 году (арх. Василий Пруссаков, архитектурный надзор — Михаил Прозоров), первоначально размещался Виленский губернский суд. После провозглашения независимости в здании размещался призывной пункт для вновь сформированной литовской армии и штаб командующего в Вильнюсе. Во время литовских войн за независимость город на короткое время был взят большевиками, а в здании разместились комиссариаты и революционный трибунал. После польско-литовской войны в 1920 году Вильнюс и его окрестности были включены в состав Польши, а в здании разместились суды Виленского воеводства.
В 1940 году в Литву вошли советские войска и Литва стала Советской Социалистической Республикой. Последовали массовые аресты и депортации, а подвал здания превратился в тюрьму. 22 июня 1941 года нацистская Германия напала на СССР; Во время немецкой оккупации в здании расположилась штаб-квартира гестапо. Сохранились надписи той эпохи на стенах камер. Советская власть вернулась в страну в 1944 году, и с тех пор, пока в 1991 году не была восстановлена независимость, в здании располагались КГБ, жилищные учреждения, тюрьма и следственный центр. В период с 1944 по начало 1960-х годов в подвале было казнено более 1000 заключенных, около одной трети — за сопротивление советской власти. Большинство тел захоронено в поместье Тускуленай, которое подверглось реконструкции и в котором сейчас находится филиал музея.
Музей был открыт в 1992 году как «Музей жертв геноцида», в 2018 году по примеру аналогичных музеев в Таллине и Риге был переименован в Музей оккупаций и борьбы за свободу. В 1994—1995 годах и в 2003 году на территории Тускуленай провели раскопки, в ходе которых выявили 767 тел, личности которых установили по архивным данным, а также по ДНК: 559 литовцев, 56 русских, 52 поляка, 38 немцев, 32 белоруса, 18 латышей, 9 украинцев, 3 еврея, 1 эстонец, 1 узбек, 1 татарин, 1 осетин, 1 чуваш, 1 армянин и 1 удмурт.
В настоящее время здание служит не только музеем, но и зданием суда и хранилищем Особого архива Литвы.

## Коллекции

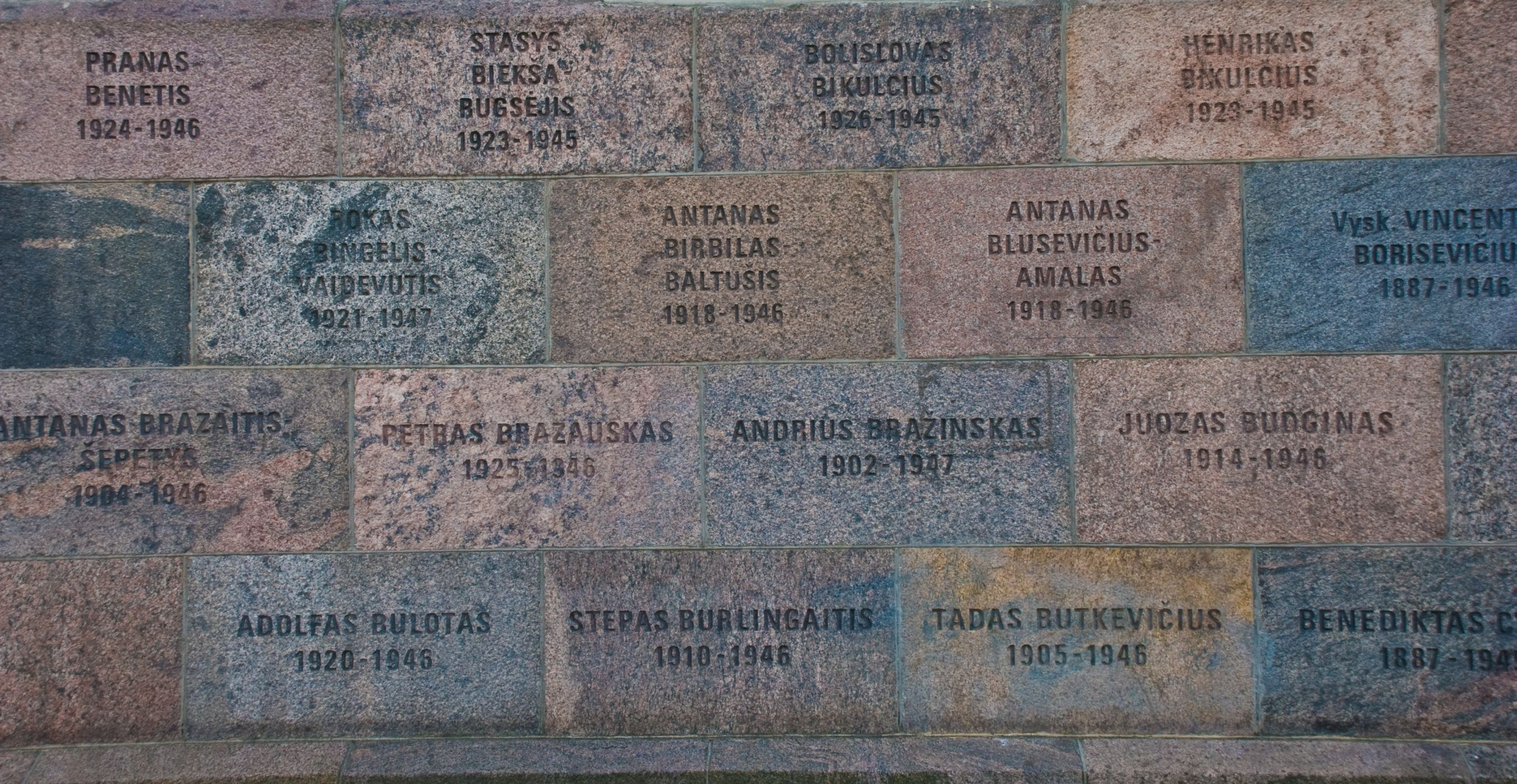
Стена за пределами музея, с выгравированными именами убитых внутри

Ненасильственный аспект сопротивления представлен различными книгами, подпольными публикациями, документами и фотографиями. Коллекция, посвященная вооруженному сопротивлению «Лесных братьев», включает документы и фотографии партизан. В разделе, посвященном жертвам депортаций, арестов и казней, представлены фотографии, документы и личные вещи; эта коллекция постоянно пополняется за счет пожертвований общественности, поскольку музей является лучшим средством сохранения материалов.

## Полемика
До 2011 года в Музее жертв геноцида в Литве не было экспозиции, посвященной Холокосту, несмотря на то, что в Литве было убито больше евреев, чем в Германии, как в относительном, так и в абсолютном выражении, и что лишь немногие историки верят, что советские репрессии против литовцев спровоцировали геноцид. В ответ на международную критику в 2011 году была добавлена небольшая экспозиция, описывающая Холокост в Литве. В апреле 2018 года после публикации Рода Нордланда в The New York Times со ссылкой на Довида Каца, что музей был «версией отрицания Холокоста XXI века» музей изменил своё название на Музей оккупаций и борьбы за свободу. По состоянию на 2020 год музей «почти полностью сосредоточен на убийствах нееврейского населения Литвы, в то время как виновные в Холокосте превозносятся как жертвы борьбы их стран против советской оккупации».